# NGC 5605
NGC 5605 is een balkspiraalstelsel in het sterrenbeeld Weegschaal. Het hemelobject werd op 11 mei 1784 ontdekt door de Duits-Britse astronoom William Herschel.

## Synoniemen
- MCG -2-37-3
- IRAS 14223-1256
- PGC 51492